# رونکونه

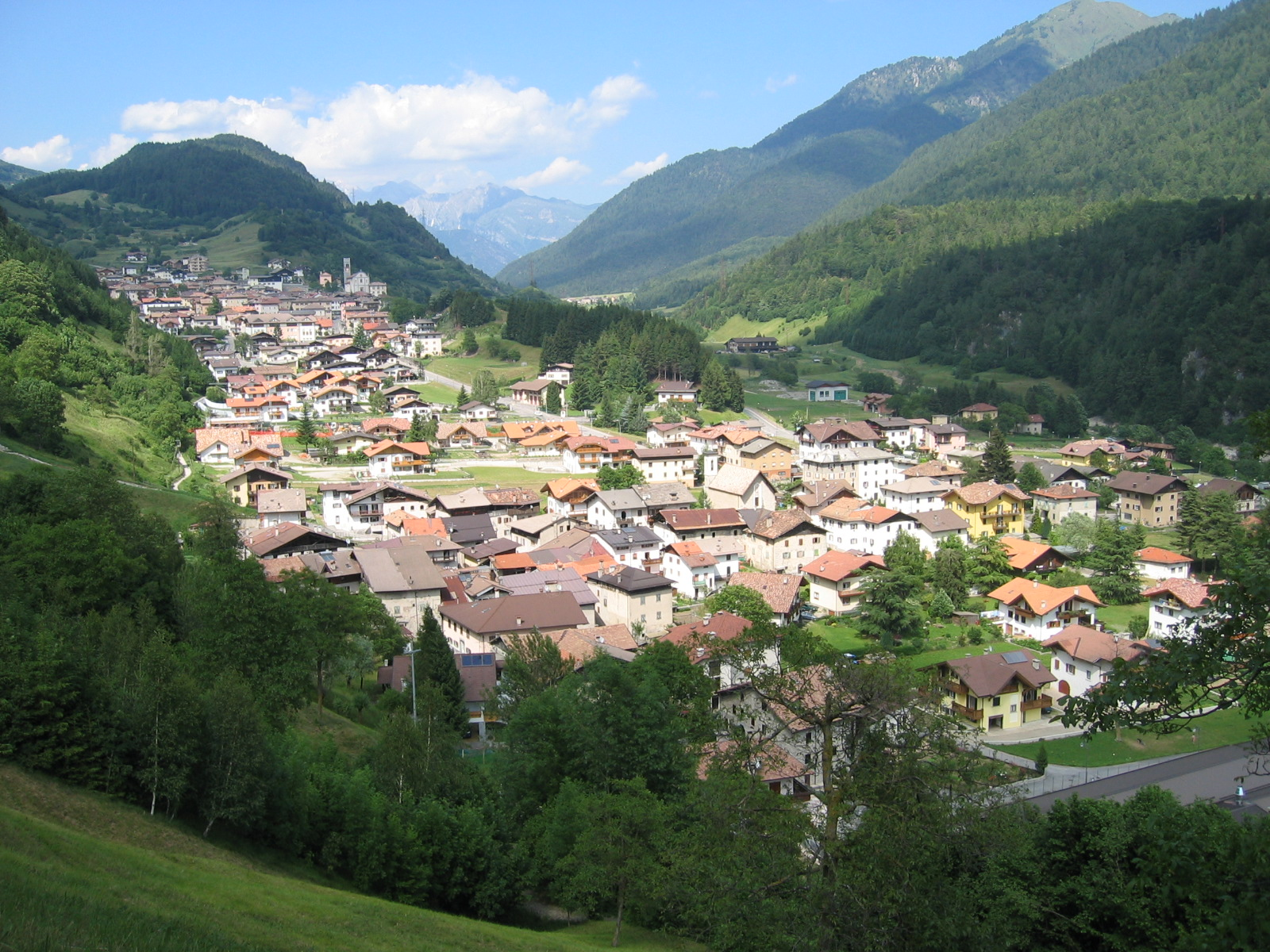
نمای بهاری رونکون

رونکونه Roncone (آلمانی: Rungaun یا رونکان (به انگلیسی: Ronkan) یک کمون (شهرداری) در ترنتینو در ناحیه شمال ایتالیا منطقهٔ ترنتینو آلتو آدیجه بود که در حدود ۳۵ کیلومتر (۲۲ مایل) غرب ترنتو واقع شده بود. در ۱ ژانویه ۲۰۱۶ با بوندو، لاردارو و برگوتزو ادغام شد و شهرداری جدیدی به نام سلا جودیکاریه (Sella Giudicarie) تشکیل شد.